# World Team Cup 2004
De ARAG World Team Cup 2004  werd gehouden van 17 tot en met 23 mei 2004 in het Duitse Düsseldorf. Het was de zevenentwintigste editie van het tennistoernooi tussen landen. Dit toernooi bestaat uit twee singlepartijen en één dubbelpartij.
Het Chileense team wist de titel te prolongeren en won voor de tweede keer de World Team Cup.

## Groepsfase

### Rode Groep

#### Eindstand
| Pos. | Land      | W | V | Wedstr. | Sets |
| ---- | --------- | - | - | ------- | ---- |
| 1.   | Chili     | 3 | 0 | 7-2     | 13-7 |
| 2.   | Duitsland | 2 | 1 | 5-4     | 11-8 |
| 3.   | Tsjechië  | 1 | 2 | 5-4     | 11-8 |
| 4.   | Spanje    | 0 | 3 | 1-8     | 6-15 |

#### Wedstrijden
| Duitsland                       | - | Spanje                          | 2 - 1            |
| ------------------------------- | - | ------------------------------- | ---------------- |
| Rainer Schüttler                | - | Feliciano López                 | 6-3, 6-4         |
| Tommy Haas                      | - | Albert Costa                    | 6-7(3), 2-6      |
| Nicolas Kiefer Rainer Schüttler | - | Albert Costa Àlex Corretja      | 6-2, 6-3         |
| Chili                           | - | Tsjechië                        | 2 - 1            |
| Nicolás Massú                   | - | Jiří Novák                      | 6-7(8), 0-6      |
| Fernando González               | - | Radek Štěpánek                  | 6-3, 6-4         |
| Fernando González Nicolás Massú | - | Jiří Novák Radek Štěpánek       | 4-6, 6-2, 6-2    |
| Duitsland                       | - | Tsjechië                        | 2 - 1            |
| Rainer Schüttler                | - | Jiří Novák                      | 6-4, 6-3         |
| Nicolas Kiefer                  | - | Radek Štěpánek                  | 7-6(4), 6-3      |
| Nicolas Kiefer Rainer Schüttler | - | Jiří Novák Radek Štěpánek       | 5-7, 2-6         |
| Chili                           | - | Spanje                          | 3 - 0            |
| Nicolás Massú                   | - | Albert Costa                    | 4-1 opgave Costa |
| Fernando González               | - | Àlex Corretja                   | 6-4, 3-6, 6-2    |
| Fernando González Nicolás Massú | - | Àlex Corretja Feliciano López   | 6-3, 6-3         |
| Chili                           | - | Duitsland                       | 2 - 1            |
| Nicolás Massú                   | - | Rainer Schüttler                | 6-4, 4-6, 6-2    |
| Fernando González               | - | Tommy Haas                      | 6-4, 7-6(4)      |
| Fernando González Nicolás Massú | - | Nicolas Kiefer Rainer Schüttler | 5-7, 2-6         |
| Spanje                          | - | Tsjechië                        | 0 - 3            |
| Feliciano López                 | - | Jiří Novák                      | 6-7(3), 1-6      |
| Albert Costa                    | - | Radek Štěpánek                  | 4-6, 3-6         |
| Galo Blanco Àlex Corretja       | - | Jiří Novák Radek Štěpánek       | 0-6, 1-6         |

### Blauwe Groep

#### Eindstand
| Pos. | Land             | W | V | Wedstr. | Sets  |
| ---- | ---------------- | - | - | ------- | ----- |
| 1.   | Australië        | 3 | 0 | 7-2     | 15-9  |
| 2.   | Argentinië       | 2 | 1 | 6-3     | 14-12 |
| 3.   | Verenigde Staten | 1 | 2 | 4-5     | 12-12 |
| 4.   | Nederland        | 0 | 3 | 1-8     | 8–16  |

#### Wedstrijden
| Australië                      | - | Verenigde Staten                    | 2 - 1               |
| ------------------------------ | - | ----------------------------------- | ------------------- |
| Mark Philippoussis             | - | Vince Spadea                        | 6-7(1), 6-3, 6-7(4) |
| Lleyton Hewitt                 | - | Robby Ginepri                       | 7-5, 6-7(1), 6-4    |
| Wayne Arthurs Paul Hanley      | - | Bob Bryan Mike Bryan                | 2-6, 4-6            |
| Nederland                      | - | Argentinië                          | 0 - 3               |
| Sjeng Schalken                 | - | Juan Ignacio Chela                  | 3-6, 7-5, 5-7       |
| Martin Verkerk                 | - | Gastón Gaudio                       | 6-4, 2-6, 4-6       |
| John van Lottum Martin Verkerk | - | Lucas Arnold Ker Mariano Zabaleta   | 6-3, 3-6, 3-6       |
| Australië                      | - | Nederland                           | 3 - 0               |
| Mark Philippoussis             | - | Sjeng Schalken                      | 4-6, 7-6(5), 7-5    |
| Lleyton Hewitt                 | - | Martin Verkerk                      | 1-6, 7-6(2), 7-5    |
| Wayne Arthurs Paul Hanley      | - | John van Lottum Martin Verkerk      | 6-4, 7-6(5)         |
| Argentinië                     | - | Verenigde Staten                    | 2 - 1               |
| Juan Ignacio Chela             | - | Vince Spadea                        | 6-3, 3-6, 6-4       |
| Mariano Zabaleta               | - | Robby Ginepri                       | 6-7(5), 6-3, 7-5    |
| Lucas Arnold Ker Gastón Gaudio | - | Bob Bryan Mike Bryan                | 7-5, 1-6, 3-6       |
| Australië                      | - | Argentinië                          | 2 - 1               |
| Lleyton Hewitt                 | - | Gastón Gaudio                       | 3-6, 7-5, 6-7(4)    |
| Mark Philippoussis             | - | Mariano Zabaleta                    | 3-6, 7-6(4), 6-3    |
| Wayne Arthurs Paul Hanley      | - | Lucas Arnold Ker Juan Ignacio Chela | 7-6(3), 6-3         |
| Nederland                      | - | Verenigde Staten                    | 1 - 2               |
| Martin Verkerk                 | - | Vince Spadea                        | 7-6(5), 6-2         |
| John van Lottum                | - | Robby Ginepri                       | 5-7, 7-6(6), 1-6    |
| Sjeng Schalken Martin Verkerk  | - | Bob Bryan Mike Bryan                | 3-6, 0-6            |

## Finale
| Chili                       | - | Australië                 | 2 - 1    |
| --------------------------- | - | ------------------------- | -------- |
| Nicolás Massú               | - | Mark Philippoussis        | 6-3, 6-1 |
| Fernando González           | - | Lleyton Hewitt            | 7-5, 6-2 |
| Adrián García Nicolás Massú | - | Wayne Arthurs Paul Hanley | 4-6, 4-6 |